# Źródła innowacji
Źródło innowacji jest pojęciem, które w literaturze ma wiele różnych ujęć. Źródło innowacji „obejmuje zarówno impulsy, przyczyny, jak i miejsca (instytucje, grupy osób), tworzenia nowej wiedzy technicznej oraz czynniki warunkujące ten proces”. K.B. Matusiak wskazuje, że źródłem innowacji jest wiele aspektów, które warunkują powstanie nowej wiedzy technicznej.

## Pierwsze klasyfikacje źródeł innowacji
Jedną z pierwszych klasyfikacji źródeł innowacji przedstawił P.F. Drucker. Wyodrębnia on siedem źródeł okazji do innowacji. Pierwsze cztery źródła znajdują się wewnątrz organizacji:
- nieoczekiwane zdarzenie – nieoczekiwane powodzenie, niepowodzenie lub zdarzenie zewnętrzne,
- niezgodność między rzeczywistością i wyobrażeniem o niej,
- innowacja wynikająca z potrzeby procesu,
- zmiany w strukturze przemysłu lub strukturze rynku.

Pozostałe trzy źródła okazji do innowacji mają związek ze zmianami w otoczeniu przedsiębiorstwa lub przemysłu i są to:
- demografia (zmiany w populacji),
- zmiany w postrzeganiu, nastrojach, wartościach,
- nowa wiedza w dziedzinie nauk ścisłych i innych.

## Miejsca powstania innowacji
Z punktu widzenia przedsiębiorstwa literatura wymienia źródła innowacji według kryterium miejsca ich powstania:
1. Zewnętrzne (egzogeniczne) źródła innowacji:
- projekty innowacyjne opracowane przez placówki Polskiej Akademii Nauk oraz uczelnie,
- projekty innowacyjne opracowane przez instytuty resortowe przy współpracy uczelni,
- projekty innowacyjne opracowane przez instytuty branżowe, ośrodki doświadczalne, biura projektowe,
- opracowania nowych konstrukcji wyrobów dostarczane w ramach licencji,
- ośrodki specjalistyczne organizujące zjazdy, targi, wystawy, wydające literaturę i czasopisma.

2. Wewnętrzne (endogeniczne) źródła innowacji:
- projekty innowacyjne opracowane przez komórki organizacyjne zakładowego zaplecza technicznego,
- projekty innowacyjne zgłaszane przez pracowników przedsiębiorstwa, takie jak: wynalazki, wzory użytkowe, udoskonalenia i usprawnienia organizacji pracy.

## Transfer technologii
Nieodłącznym pojęciem związanym ze źródłem innowacji jest transfer technologii. Jest to proces przeniesienia określonej wiedzy technicznej i jej zastosowania z kraju dawcy do kraju biorcy. Transferowi towarzyszą konieczne zabiegi adaptacyjne. Tak więc wiedza techniczna, która była wykorzystana w jednym kraju, jest świadomie wykorzystana w innym kraju.

## Know-how
Coraz większą popularnością cieszy się know-how, czyli pakiet nieopatentowanych informacji praktycznych wynikających z doświadczenia i badań. Umowa know-how upoważnia do korzystania z określonych praw podmiotowych. Jedna ze stron (przekazujący, dostawca, udzielający) zobowiązuje się do przekazania drugiej (zamawiającemu, odbiorcy) wiedzy technicznej lub organizacyjnej o charakterze poufnym lub tajnym, bezpośrednio użytecznej w działalności gospodarczej w zakresie określonym w umowie.
Dobrami chronionymi umową know-how mogą być np.:
- nieopatentowane wynalazki,
- niezarejestrowane wzory użytkowe,
- informacje techniczne dot. stosowania patentów lub wzorów użytkowych,
- doświadczenie administracyjne i organizacyjne związane z własnością przemysłową.